# Selwyn Mountains

Selwyn Mountains je pohoří v severní Kanadě, které tvoří hranici mezi Yukonem a Severozápadními teritorii. Je součástí Kanadských Kordiller. Na východě sousedí s Mackenziovým pohořím a na severozápadním konci s Brooksovým pohořím. Jihovýchodně od pohoří se nachází Yukonská planina. V některých úvahách jsou pohoří Selwyn a Mackenzie označována za součást Rocky Mountains, avšak toto pohoří oficiálně leží jižně od řeky Liard.